# Juliusz Gizowski
Juliusz Gizowski (Giżowski) herbu Nowina (ur. 27 sierpnia 1852 we Lwowie, zm. 19 października 1938 w Rudkach)  pseud. lit. Wandycz, J. Chorośnicki – prawnik, literat i polityk konserwatywny, poseł do austriackiej Rady Państwa.

## Życiorys
Ukończył gimnazjum (1871) i wydział prawa na uniwersytecie we Lwowie (1875). Po studiach rozpoczął karierę w sądownictwie: najpierw jako praktykant w sądzie krajowym w Czerniowcach (1875). Auskultant w sądzie powiatowym w Radautz(1876) i w sądzie krajowym w Czerniowcach (1877-1883) – delegowany do sądów powiatowych w Zastawnie (1880-1881) i Solce (1883) oraz Prokuratorii Państwa w Czerniowcach (1882). Potem był adiunktem w sądach powiatowych w Radautz (1884) Sereth (1885) i sądzie krajowym Czerniowcach (1886-1887) na Bukowinie. Po powrocie do Galicji w 1887 pracował w Prokuratorii Państwa i był zastępcą prokuratora w Brzeżanach (1888-1890) i Lwowie (1891-1895) Komisarz i egzaminator Państwowej Komisji ds. egzaminów teoretycznych z prawa we Lwowie (1893-1895). Następnie radca Sądu Obwodowego w Samborze (1896-1899) i od lipca 1900 wyższy radca Sądu Krajowego we Lwowie (1900-1907). W 1907 przeszedł w stan spoczynku.
Ziemianin, współwłaściciel wraz z ojcem Józefem, a od 1906 właściciel dóbr Podwysokie w pow. rudeckim. Z przekonań konserwatysta. Poseł do austriackiej Rady Państwa IX kadencji (30 marca 1897 – 7 września 1900) wybrany w kurii I – większej własności z okręgu wyborczego nr 9 (Sambor-Staremiasto–Turka-Drohobycz–Rudki) oraz X kadencji (31 stycznia 1901 – 30 stycznia 1907) wybranym w kurii IV – gmin wiejskich z okręgu wyborczego nr 14 (Sambor-Staremiasto–Turka-Rudki). W parlamencie należał do Koła Polskiego w Wiedniu i był w grupie posłów konserwatywnych.
Był także autorem artykułów w czasopismach prawniczych a także twórcą literackim oraz tłumaczem literatury francuskiej. Pisał pod pseudonimami.

## Rodzina i życie prywatne
Syn prokuratora Prokuratorii Państwa i właściciela dóbr Podwysokie Józefa. Rodziny nie założył.

## Utwory Juliusza Giżowskiego
- [ps. Wandycz] Mignon. Nowella, Lwów 1876
- [ps. J. Chrośnicki] Kolizje obowiązków. Szkic psychologiczny, Kraków 1876
- [ps. J. Chrośnicki] Anioł złego. Nowela. Lwów 1877
- [ps. J. Chrośnicki]. Jełena. Rzecz osnuta na tle stosunków ludowych na Bukowinie, Lwów 1891
- pozostawił w rękopisie Honor rodziny czyli Chatka pod lasem. Dramat w 5 aktach przez F[ryderyka Melchiora] Souliego tłumaczył z francuskiego J[uliusz] Chorośnicki [właśc. Juliusz Giżowski] 1872 rok.